# Gerolamo Comi
Monsignor Gerolamo Comi (Induno Olona, 1831 – Milano, 20 dicembre 1909) è stato un presbitero italiano.
Mons. Gerolamo Comi nasce ad Induno Olona; pochi anni più tardi la sua famiglia si trasferisce a Luino. Egli entra in Seminario ed al termine del percorso formativo viene ordinato sacerdote nel 1854; consegue il dottorato in Diritto Canonico e dedica buona parte della sua vita all'insegnamento della materia nel seminario Teologico della Diocesi di Milano.
Viene nominato Abate mitrato della Basilica di Sant'Ambrogio in Milano. A Mons. Comi vengono anche conferiti incarichi di prestigio quale di Giudice del tribunale Ecclesiastico Diocesano; viene nominato prelato di Sua Santità e Canonico onorario del Venerabile Capitolo Metropolitano, incarichi che ricopre dimostrando nel contempo aperto spirito di servizio verso il prossimo e solidarietà rivolta in particolare verso giovani, anziani e bisognosi. Nel 1905 elargisce una cospicua donazione alla Parrocchia San Giovanni Battista di Induno Olona per la costruzione dell'Oratorio dove ancora oggi è presente una sala teatrale, un tempo anche cinema parrocchiale che porta il Suo nome; nel 1907 a Luino con un'ulteriore donazione istituisce una casa sanitaria assistenziale per anziani  che ancora oggi è operante in città. 
Le sue spoglie mortali riposano in una cappella del cimitero di Luino.
| Controllo di autorità | VIAF (EN) 45159477725827990001 · SBN VEAV519964 · BAV 495/346998 |